# Josef Aichbichler

Josef Aichbichler (um 1900)

Josef Aichbichler (* 13. April 1845 in Wolnzach; † 6. April 1912 in Hofendorf bei Neufahrn) war ein bayerischer Politiker der Bayerischen Patriotenpartei (ab 1887 bayerische Zentrumspartei).

## Werdegang
Nach dem Besuch des Gymnasiums in Metten studierte Aichbichler 1864 bis 1866 in München, bevor er 1866 Verwalter des väterlichen Betriebes wurde. Seit dem Studium war er Mitglied der Studentenverbindung Akademischer Gesangverein München im SV. 1871 übernahm er den väterlichen Betrieb und war in dem Hallertauer Marktort Wolnzach Bierbrauer, Gutsbesitzer und Inhaber des Gasthofs Resch’n-Bräu. Ab 1872 war er Mitglied des Gemeinderates von Wolnzach, 1874 wurde er Vorsitzender des Gemeinderates. 1889 wurde er Bürgermeister von Wolnzach, bis zu seinem Rücktritt am 7. Dezember 1907 übte er das Amt aus. Von 1883 bis 1897 war er Direktoriumsmitglied des bayerischen Landwirtschaftsrates.
Vom 20. Mai 1880 bis 1. Mai 1882 sowie von November 1884 bis Januar 1907 war er Mitglied des Reichstags. 1884 bis 1890 wurde er im Reichstagswahlkreis Oberbayern 5, ab 1890 war es der Reichstagswahlkreis Oberbayern 4 gewählt.  Am 14. November 1902 wurde auf Grund seines Geschäftsordnungsantrages im Reichstag die nach ihm benannte „lex Aichbichler“ verabschiedet, die bisher übliche namentliche Abstimmung durch Namensaufruf wurde durch das Abgeben von Stimmkarten ersetzt. Von 1897 bis 1907 gehörte Aichbichler dem Vorstand der Reichstagsfraktion an.
Von 1881 bis zu seinem Tod im April 1912 gehörte er zudem der Kammer der Abgeordneten des Bayerischen Landtags an und war von 1883 bis 1911 im Vorstand der Zentrumsfraktion im bayerischen Landtag.

## Ehrungen
- Verdienstorden vom Hl. Michael